# 귀접 (2014년 영화)
"귀접"은 2014년에 개봉한 대한민국의 영화이다.

## 캐스팅
- 이언정 : 연수 역
- 박수인 : 연희 역
- 김재승 : 학철 역
- 윤채영 : 선미 역
- 김연정 : 만신할멈 역
- 박성아 : 연수동료 역
- 전정로 : 경찰 1 역
- 김정민 : 경찰 2 역
- 권오성 : 학과장 역
- 김형욱 : 열쇠수리공 역
- 김현정 : 카페알바 여 1 역
- 남혜미 : 카페알바 여 2 역
- 강보라 : 상담원 여 1 역
- 최운경 : 상담원 여 2 역
- 박해준 : 산부인과의사 역 (특별출연)